# Операция „Кутузов“
Операция „Кутузов“ е първата от двете контраофанзиви осъществени от Червената армия в противодействие на Операция Цитадела. Операцията е кръстена на генерал Михаил Кутузов. Започва на 12 юли 1943 г. в района на Средноруското възвишение срещу Група армии „Център“. Завършва на 18 август 1943 г. с превземането на Орел и елиминирането на Орелската издутина.

## Обстановка, предхождаща операцията
Операция Кутузов е настъпателен план на съветските войски срещу група армии „Център“. Осъществява от три съветски фронта: Западен, Брянски и Централен фронт. Офанзивата е насочена северно от района на Курск срещу германската 2-ра танкова армия, с намерението да се обкръжи германската 9-а армия след което да започнат офанзивни операции срещу Курската дъга.
Срещу съветските войски участващи в операцията са разположение германските 2-ра танкова армия и елементи от 9-а армия. Районът е под контрола на германските войски в продължение на близо две години и през това време е изградена отбранителна линия с дълбочина 5 – 7 km състояща се от минни полета, взаимосвързани траншеи и укрепени точки.
Съветското командване планира две настъпателни операции като част от голяма офанзива по целия Източен фронт. Операция Кутузов е северната офанзива, чиято цел е да елимира Орелската издутина, да обкръжи 9-а армия участваща в настъпателни операции при Курск и да я унищожи. По този начин те се надяват да предизвикат общ срив на германските сили в Съветския съюз. Атаката трябва да започне, след като германските танкови части, участващи в операция „Цитадела“ са заети с настъплението край Курск и са отслабени от бойните действие. Първоначалната атака трябва да бъде извършена едновременно срещу северния и източния край на Орелската издутина. Планирано е Централния фронт по южния край на издутината да се присъедини към настъпателната операция след като германската офанзива е спряна.
Германското разузнаване разкрива натрупване на съветски сили срещу 2-ра танкова армия, което тревожи Клуге и Модел. Съветските армии предназначени за операцията наброяват 1 286 000 души и 2400 танка. Те са подкрепени от 26 400 оръдия и 3000 самолета.
Съветската офанзива е подпомогната от партизански атаки зад германските линии. Приблизително 100 000 съветски партизани (според съветските доклади) работят за прекъсване на германските усилия за снабдяване и укрепване на силите. Германските движения на боеприпаси и подкрепления са затруднени по време на цялата операция от нападения върху германски комуникационни и снабдителни пътища, особено на железопътни линии. Партизаните действат под ръководството на Червената армия.

## Бойни действия
На 12 юли тежък артилерийски бараж бележи началото на настъплението. Армиите на Брянския и Западния фронт атакуват по северния и североизточния фланг на 2-ра танкова армия. Настъплението на Западния фронт е водено от 11-а гвардейска армия под ръководството на генерал-лейтенант Иван Баграмян, подкрепена от 1-ви и 5-и танков корпус. Дълбочината германските отбранителни линии нахвърлят очакванията на съветските войски. Съветските челни формирования претърпяват тежки загуби, но в някои райони постигат значително проникване. Германската защита е преодоляна до следобеда на първия ден, като 11-а гвардейска армия напредва около 23 km. Германската 5-а танкова дивизия се опитва да предотврати пробива, но след сблъсък със съветските бронирани формирования и е принудена да отстъпи.
Първоначалните атаки по източния края на издутината от Брянския фронт са по-малко успешни. 61-ва, 3-та и 63-та армии напредват 8, 14 и 15 km съответно. На следващия ден германския LIII армейски корпус контраатакува и спира настъплението на Брянския фронт. Клуге и Модел успяват да предвидят съветската атака и бързото прехвърляне на части от района на Курск помага за ограничаването на съветското настъпление.
На север 11-а гвардейска армия си пробива път през германската отбрана. Германските войски нямат необходимите резерви, за да спрат настъплението. С опасността от пробив и последващо обкръжение ситуацията на 2-ра танкова армия става сериозна. До края на втория ден група армии „Център“ прехвърля командването на 2-ра танкова армия на Модел. По този начин той поема командването на всички германски части в района на Орел.
Три дни по-късно започва втората фаза на операция Кутузов, с нападения срещу немската 9-а армия от няколко съветски армии. Общите съветски войски, които сега участват в операция Кутузов, наброяват 1 286 049 души, подкрепени от 2 409 танка и 26 379 оръдия. В настъплението е включена 50-а армия, която атакува на север от 11-а гвардейска армия. Между нея и Брянския фронт е извършена атака на 20-и танков корпус в посока Болхов, заедно с настъпление на Централния фронт към южната страна на издатината. Съветските войски включват в офанзивата 3-та гвардейска танкова армия и 4-та танкова армия от резервите. 3-та гвардейска се придвижва към Орел, докато 4-та танкова атакува от север по пробива извършен от 11-а гвардейска армия. По този начин те заплашват германските сили, защитаващи източния край на Орелската издутина са заплашени от обкръжение.
С развитието на съветските пробиви ситуацията за германците стана сериозна. 9-а армия е заплашена да бъде отрязана. Модел изпраща почти всички свои танкови части, за да помогне на 2-ра танкова армия, чийто северен фронт е напът да рухне, докато на север 4-та армия изпраща 253-та пехотна дивизия. Германците постигат временна стабилизация на фронта, докато 9-а армия започва да се оттегля от овладените позиции. Съветският централен фронт ги последва колебливо в началото, но увеличава интензивността на атаките си от земята и от въздуха. На 18 юли 9-а армия се завръща в изходните си точки от 5 юли.
До 26 юли германските войски са принудени да напуснат оперативната база в Орел и да започнат оттегляне към Хаген на изток от Брянск. Достигането на 11-а гвардия на покрайнините на Карачев, по средата между Орел и Брянск, заплашва да се прекъсне главната железопътна линия, която е основният маршрут за осигуряване на продоволствия. На 29 юли Болхов е освободен, а на 4 август започват боевете за Орел. След ден на тежки сражения той е превзет и германските войски се изтеглят към подготвените позиции край Хаген. Към 18 август съветските войски достигат Хаген. С германското поражение контраофанзивата прераства в общо съветско настъпление.

## Борба за превъзходство във въздуха
Съветските военновъздушни сили подкрепят настъплението срещу германските сухопътни позиции. 1-ва въздушна армия и 15-а въздушна армия извършват 360 излитания срещу германския тил, като хвърлят около 210 тона бомби.
В южния сектор на издутината германците извършват над 1000 мисии през първия ден, в противодействие на извършените 737 мисии на съветската 15-а въздушна армия. Луфтвафе унищожава около 35 танка, 14 оръдия и 50 моторни превозни средства на Брянския фронт, забавяйки напредъка им. До края на първия ден Съветските войски не успяват да пробият първата линия. Луфтвафе унищожава 94 съветски самолета на 13 юли, включително 50 Ил-2.
В южния район на битката 1-ва авиационна дивизия от Луфтвафе поддържа въздушно превъзходство в защита на германската 9-а армия и нанася някои значителни загуби на съветските военновъздушни сили между 13 и 16 юли. След шест дни тежки боеве силата на Луфтвафе започна да намалява. 1-ва авиационна дивизия извършва 74 прихващащи мисии срещу 868 излитания, проведени от 16-а въздушна армия. Въпреки че съветските военновъздушни сили продължават да губят в тактически въздушни ангажименти, цялостното им присъствие във въздуха е доминиращо. Съветските военновъздушни сили помагат на 11-а гвардейска армия да постигне своя пробив. 
Съветските военновъздушни сили осъществяват 60 995 излитания и хвърлят 15 000 тона бомби в подкрепа на операцията, докато германският 1-ва авиационна дивизия извършва 37 421 излитания и хвърля над 20 000 тона бомби по съветски цели.

## Последствия
От трите основни операции по време на битката при Курск операция Кутузов е най-кървавата. Общите германски загуби, претърпени по време на битката, са 86 454 убити, изчезнали и ранени. Загиналите за Червената армия са 112 529, а 317 361 са ранени. Загубите на танкови и щурмови оръжия за Червената армия са особено големи, като по време на Кутузов са унищожени или повредени 2586 автомобила. За тази битка не са известни точните германски танкови загуби, но се знае, че група армии „Център“ губи 343 бронирани бойни машини по време на Цитадела и Кутузов.
Някои от съветските командири са недоволни от резултатите, като се оплакват, че е възможно да бъде спечелена по-голяма победа. Маршал Рокосовски: „Вместо да обкръжим врага, ние ги изтласкахме само от издутината. Операцията щеше да е различна, ако бяхме използвали силата си за два тежки удара, които се срещнаха в Брянск“. Жуков поддържа това мнение. Операция Кутузов е успешна в отклоняването на германските резерви, предназначени за операция „Цитадела“. Съветските войски елиминират Орелската издутина и нанасят значителни загуби на германската армия. Съветската победа води до битката при Смоленск няколко седмици по-късно. С операция Кутузов съветските войски поемат стратегическата инициатива, която ще задържат през останалата част от войната.